# Deadhead Miles
Deadhead Miles é um filme de comédia e estrada norte-americano dirigido por Vernon Zimmerman em 1973.